# Cholet-Pays de Loire 2008
Cholet-Pays de Loire 2008 est la 31e édition de cette course cycliste sur route masculine. Elle a eu lieu le 22 mars 2008. Elle est remportée au sprint par l'Estonien Janek Tombak, de l'équipe Mitsubishi-Jartazi.

## Classement final
|    | Coureur               | Pays     | Équipe             |    | Temps           |
| -- | --------------------- | -------- | ------------------ | -- | --------------- |
| 1  | Janek Tombak          | Estonie  | Mitsubishi-Jartazi | en | 4 h 44 min 37 s |
| 2  | Bert De Waele         | Belgique | Landbouwkrediet    | +  | m.t.            |
| 3  | Émilien-Benoît Bergès | France   | Agritubel          |    | m.t.            |
| 4  | Nicolas Vogondy       | France   | Agritubel          |    | 12"             |
| 5  | Jérôme Pineau         | France   | Bouygues Tél.      |    | m.t.            |
| 6  | Yannick Talabardon    | France   | Crédit Agricole    |    | 14"             |
| 7  | Jimmy Casper          | France   | Agritubel          |    | 18"             |
| 8  | Mathieu Drujon        | France   | C. d'Epargne       |    | m.t.            |
| 9  | Stéphane Bonsergent   | France   | Bretagne-Armor Lux |    | m.t.            |
| 10 | Jean-Luc Delpech      | France   | Bretagne-Armor Lux |    | m.t.            |